# Stazione di Novate Milanese (1879)
La stazione di Novate Milanese fu una fermata ferroviaria della linea Milano-Saronno, a servizio del comune di Novate Milanese.

## Storia

Un treno passeggeri in fermata presso la stazione

La stazione fu attivata il 5 ottobre 1879 insieme alla ferrovia, continuò il suo esercizio fino alla sua chiusura avvenuta il 2 luglio 1992 e sostituita dalla nuova in occasione del quadruplicamento della tratta ferroviaria Garbagnate a Novate Milanese.
Il vecchio fabbricato viaggiatori fu abbattuto tra 1988 e il 1990.

## Movimento
La stazione era servita dai treni regionali in servizio sulla tratta Milano–Saronno.